# Komatipoort
Komatipoort est une ville située au confluent de la Crocodile River et du fleuve Komati dans la province du Mpumalanga en Afrique du Sud. 

## Géographie
La ville est située à 8 km du Parc Kruger et à 5 km de la frontière avec le Mozambique (Lebombo Border Post). C'est l'une des villes les plus chaudes d'Afrique du Sud, les températures peuvent atteindre 50 °C en plein été et 24 °C en hiver.

## Histoire
Le traité de non agression dit Accord de Nkomati entre le Mozambique et l'Afrique du Sud a été signé à Komatipoort en 1984.